# 文応朝
文 応朝（ムン・ウンジョ、朝鮮語: 문응조、1949年10月21日 - ）は、朝鮮民主主義人民共和国の政治家。収買糧政相、朝鮮労働党中央委員会委員候補。農業副相、南浦市農村経理委員会委員長、6.15共同宣言実践北側委員会委員などを歴任した。

## 経歴
1949年に平安南道で生まれた。1997年1月に南浦市農村経理委員会委員長に任命され、1998年7月に最高人民会議第10期代議員に選出された。2004年12月に農業副相に転じ、2005年5月に農業省代表団を率いてモンゴルを訪問した。同年8月18日には開城市で開催された南北農業協力委員会第1回会議に北側委員長として、韓国の李銘洙農林部次官が南側委員長として参加。韓国側が北朝鮮の共同農場に営農技術や農業機械を支援し、総合的病害虫管理などの科学分野での協力や、森林分野での協力を行うことで合意した。同年12月には鳥インフルエンザに関する会議に出席するため中国を訪問した。2006年3月15日に国家非常防疫委員会副委員長名義で朝鮮中央通信のインタビューに答え、鳥インフルエンザの対策のために渡り鳥の監視や、家禽の統制を実施すると述べた。同年3月30日に開催された6.15共同宣言実践北側委員会総会で同委員会委員に補選された。
2008年に収買糧政相に任命された。2009年3月8日に実施された最高人民会議第12期代議員選挙で代議員に再選され、4月9日に開催された最高人民会議第12期第1回会議で収買糧政相に再任された。2012年11月4日に党中央委員会政治局拡大会議の決定により、国家体育指導委員会が設立されると同委員会委員に任命された。
2014年3月9日に実施された最高人民会議第13期代議員選挙で代議員に再選され、4月9日に開催された最高人民会議第13期第1回会議で収買糧政相に再任された。2016年5月9日に開催された朝鮮労働党第7次大会で朝鮮労働党中央委員会委員候補に選出された。
2019年3月10日に実施された最高人民会議第14期代議員選挙で代議員に再選され、4月11日に開催された最高人民会議第14期第1回会議で収買糧政相に再任された。

## 参考サイト
- 북한정보포털

| 先代崔南均 | 収買糧政相2008年 - | 次代現職 |